# Nová Říše
Nová Říše (německy Neureisch) je moravský městys ležící nedaleko od Telče na Českomoravské vrchovině v okrese Jihlava v Kraji Vysočina. Žije zde 876 obyvatel, katastrální výměra činí 785 ha. Nová Říše je obklopená lesy a obtékaná říčkou zvanou Vápovka, v níž se kdysi rýžovalo zlato. Minulost zde připomíná jen kostel a klášter. Přestože je Nová Říše typickou zemědělskou vesnicí na Vysočině, je zmiňovaná v dějinách hudby, literatury i výtvarného umění.
Sousedními obcemi sídla jsou Červený Hrádek, Dyjice, Dolní Vilímeč, Bohuslavice, Krasonice, Zdeňkov, Vystrčenovice a Vápovice.

## Název
České Říše byla hlásková úprava obecného německého grieß (či grūß, ve starší podobě griōz) - "štěrk"; označoval se tak také rudný štěrk, jméno tedy souviselo s místní hornickou činností. Přívlastek Nová na odlišení od Staré Říše je doložen od poloviny 15. století. Ojedinělé zápisy Hříše byly výsledkem častého připojování H- na začátek jmen začínajících na R- (prosadilo se ve jméně blízké Hříšice stejného původu). Podoba jména v písemných pramenech: Grus (1248), Rusch (1257), Reus (1276), Rusch (1301), Reusch (1331), Chrzuss (1353), Reusch (1354, 1368), Rzyss (1386), Rawss (1437), Nova Reusch (1457), Nowe Rzisse (1466), Nowe Rzissy (1482), Nowa Reuss (1498), v Nowe Rzyssy (1513, 1531), z Nowe Rzysse (1557), z Nowe Ržysse (1517), Nowe Hržisse (1592), New Reisch a Nowá Risze (1633), z Nowe Rzisse (1660), Neüreisch (1678), Neureisch (1718), Neu Reisch (1720), Neureusch (1751), Neu Reusch a Nowa Řjsse (1846), Neureisch a Nová Říše (1872), Nová Hříše (1881), Nová Říše (1872).

## Historie

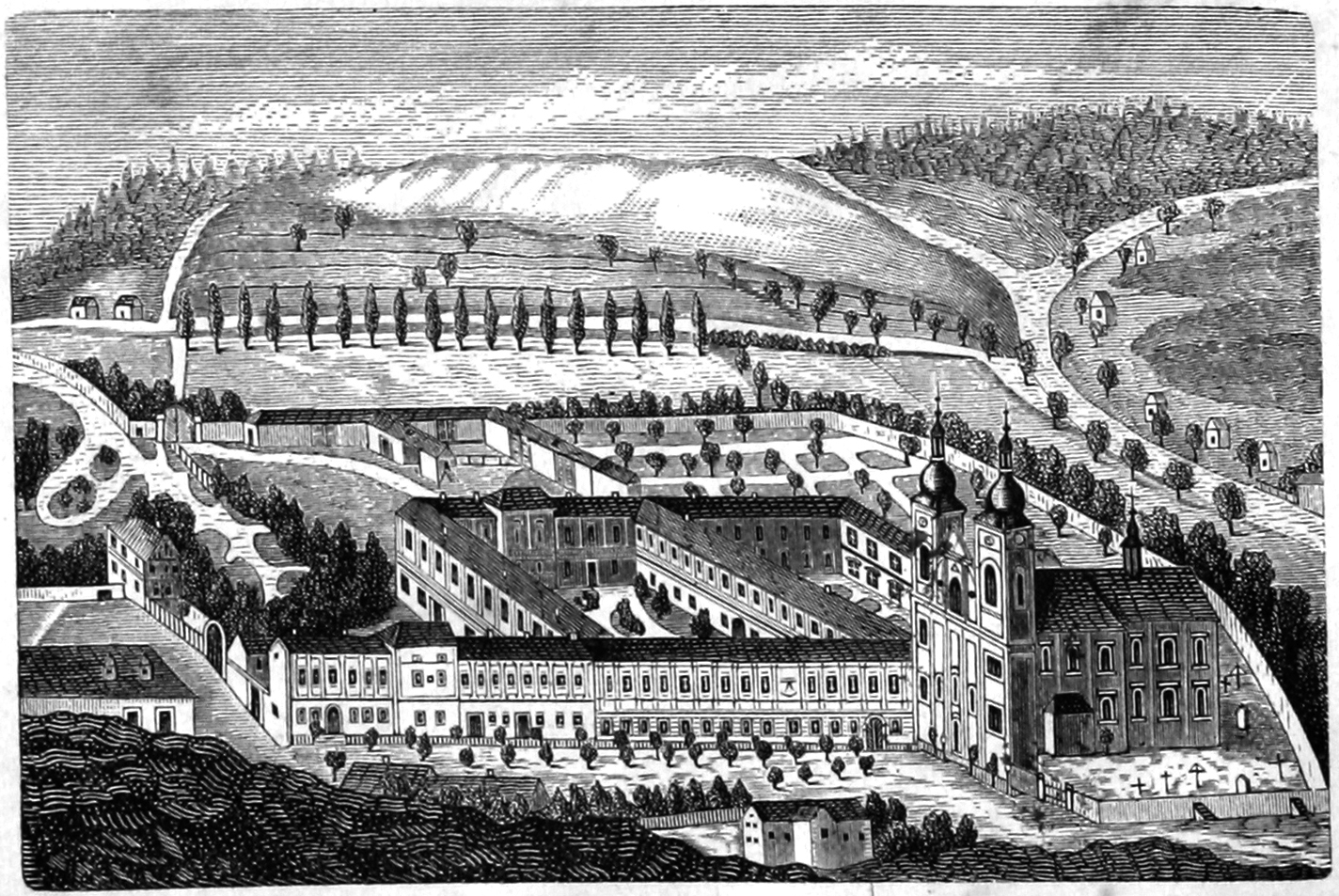
Rytina Cyrila Žídka z roku 1882

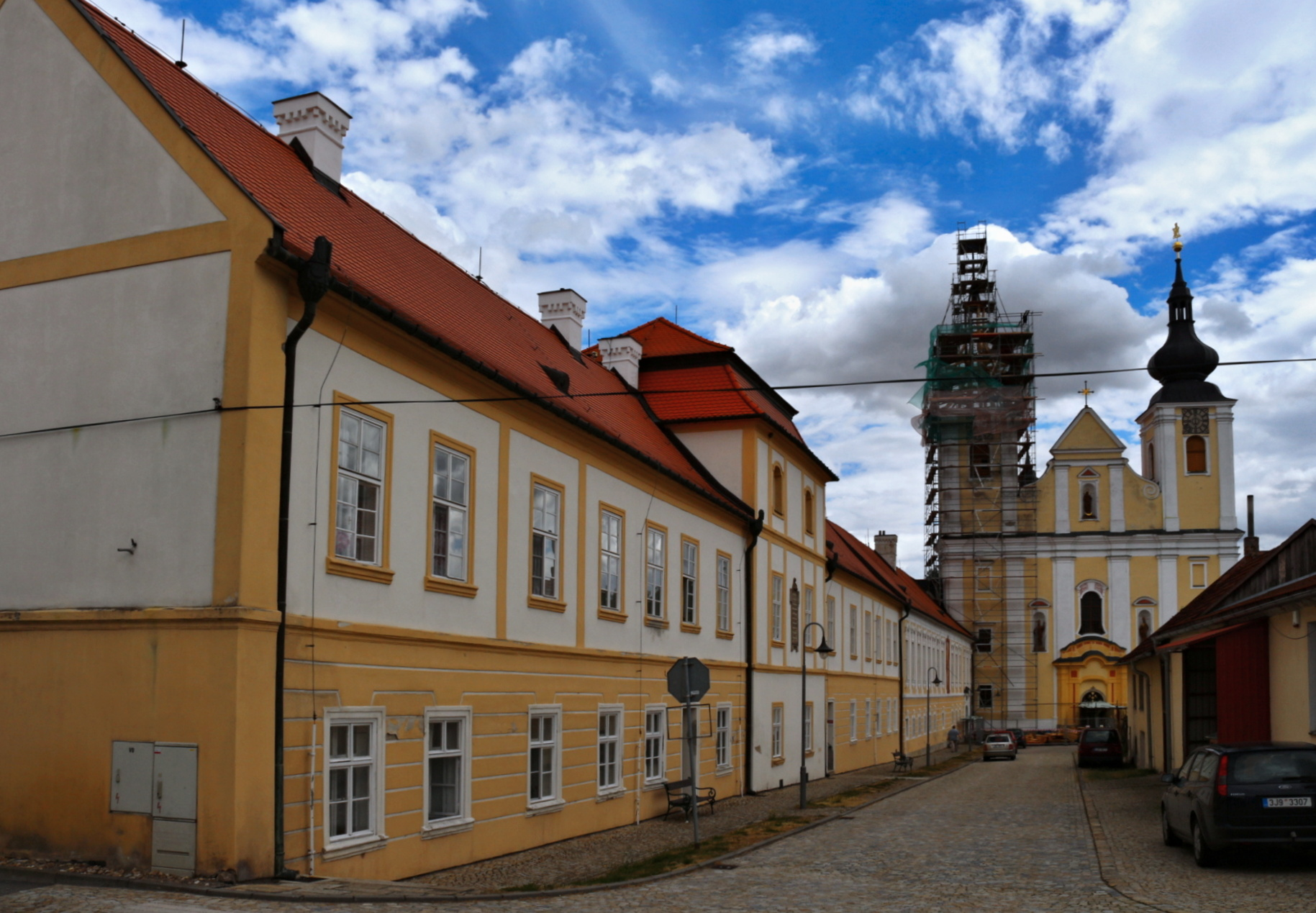
Opatství a kostel svatého Petra a Pavla

Dějiny vesnice souvisejí velmi úzce s dějinami kláštera premonstrátů, nelze však stanovit s určitostí, je-li obec starší než klášter nebo vznikla-li teprve po jeho založení. Necelé tři kilometry od Nové Říše je vesnice Červený Hrádek, v 13. až 15. století sídlo významného šlechtického rodu, z něhož pocházel Markvard, spolu s chotí Vojslavou zakladatel kláštera v roce 1211. Jim patřila ještě také tvrz s názvem „Hrad“ v Nové Říši, v níž po roce 1220 sídlili nástupci Markvardovi; jeho bratr Olbram a syn Olbramův Vilém. V polovině 13. století se dovídáme o druhém Markvardu a jeho manželce Ludmile z Říše, jejichž syn Markvard se opět píše z Hrádku. Jim patřila původně Nová Říše se vším zbožím, pokud jím neobdařili klášter. Lze mít za to, že teprve po zániku rodu a opuštění obou tvrzí v Červeném Hrádku a Nové Říši byli obyvatelé novoříšští uvedeni v poddanství kláštera, podobně jako obyvatelé blízkých vsí od jeho založení. Podrobné dějiny těchto poddanských dob ve spojitosti pánů z Hrádku s klášterem novoříšským a panstvím telčským podává citovaná Vlastivěda moravská ve zpracování Tirayově.
Přičiněním konventu byla ves již v roce 1363 povýšena na městečko a propůjčeno jí, moravským markrabětem Janem Jindřichem, tržní právo. Také mýto bylo v Nové Říši již v těchto dobách. Druhý jarmark přidal městečku v roce 1457 král Ladislav. Oba tyto jarmarky potvrdil v roce 1557 král Ferdinand I., jelikož prý „… původní listiny se v minulých vojnách ztratily…“ Za krále Rudolfa II. přibyl v roce 1591 trh třetí a obci bylo propůjčeno právo na vybírání soudních poplatků a pokut. Toto vše potvrdil poznovu v roce 1650 Ferdinand III. Majestátem Marie Terezie z roku 1747 bylo uděleno městečku právo na čtvrtý trh, ježto „… ohněm, vojenskými pochody a velkými poplatky velmi utrpělo…“
Ves zažila v minulých dobách mnoho zlého válkami, požáry i domácími spory. Hned v roce 1278 zpustošily Novou Říši a její okolí pluky vítěze na Moravském poli, Rudolfa Habsburského, za svého tažení přes Znojmo k Jihlavě, podobně poškodily městečko dva vpády husitské (v roce 1423 a 1424), nejhůře pak třetí tažení Husitů roku 1430, kdy byl i klášter pobořen Prokopem Holým. Veliké škody v celém širokém okolí napáchala nedlouho nato vojska za války Matyáše Korvína s Jiřím Poděbradským v roce 1468; tehdy byla Nová Říše zcela vypleněna. Také v neklidných dobách pobělohorských utrpělo městečko nemálo, zvláště když tam byl ubytován pověstný Baltasar Marradas se svými dragouny, brzy za válek švédských, později za válečných sporů Marie Terezie i v taženích napoleonských. Kromě svízelů válečných a několika velkých požárů trpěla ves nemálo vleklými, s menšími přestávkami po 180 let trvajícími spory a žalobami s klášterem o desátky, roboty, práva na různé pozemky, vaření piva, šenk pivní a vinný apod.
V roce 1850 obec spadala do okresu Telč, v letech 1869–1950 byla v okrese Dačice a od roku 1961 patří do okresu Jihlava. V letech 2006–2010 působila jako starosta JUDr. Dana Čírtková, od roku 2010 tuto funkci vykonává Mgr. Václav Křičenský. Ke dni 17. března 2011 byl obci navrácen status městyse.
Obec Nová Říše v roce 2003 obdržela ocenění v soutěži Vesnice Vysočiny, konkrétně získala ocenění modrá stuha, tj. ocenění za společenský život. Obec Nová Říše v roce 2004 obdržela ocenění v soutěži Vesnice Vysočiny, konkrétně získala ocenění modrý diplom, tj. diplom za vzorné vedení obecní knihovny.

## Přírodní poměry

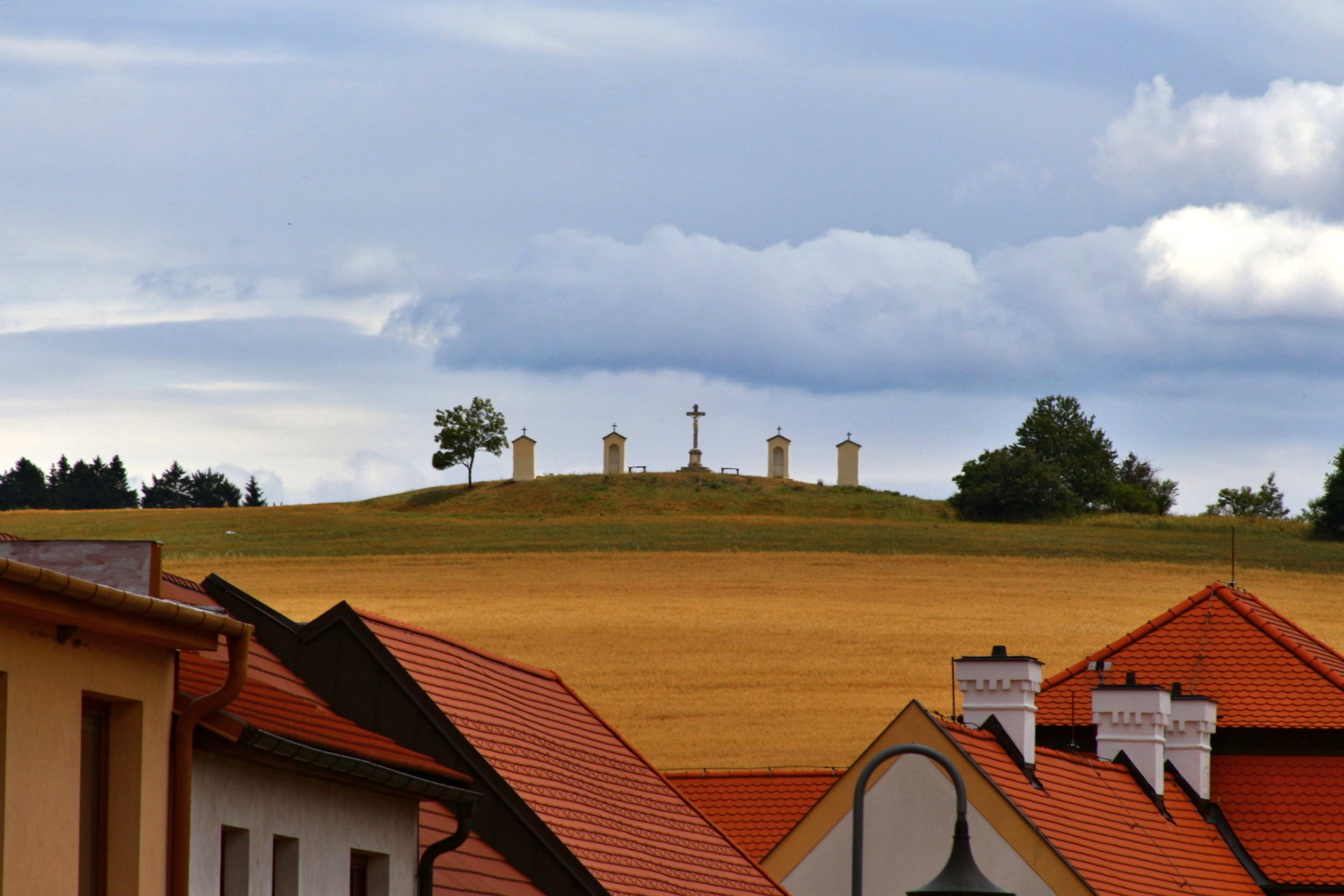
Vrch Kalvárie na východním okraji obce je viditelný z náměstí

Nachází se pět kilometrů jihozápadně od Staré Říše a 1,5 kilometru od Bohuslavic, 8,5 kilometru západně od Želetavy a 4,5 kilometru od Zdeňkova, pět kilometrů severozápadně od Krasonic, 3,5 kilometru severně od Bohusoudova, jedenáct kilometrů severovýchodně od Dačic a dva kilometry od Červeného Hrádku, devět kilometrů jihovýchodně od Telče a tři kilometry od Vystrčenovic.
Geomorfologicky je oblast součástí Česko-moravské subprovincie, konkrétně Křižanovské vrchoviny a jejího podcelku Brtnická vrchovina, v jejíž rámci spadá pod geomorfologický okrsek Markvartická pahorkatina. Průměrná nadmořská výška činí 536 metrů. Nejvyšší bod o nadmořské výšce 634 metrů se nachází 1,5 kilometru východně od městyse. Dále na katastru Nové Říše stojí Polanka (625 metrů, jihovýchod), Kalvárie (594 metrů, východ), Křástov (594 metrů, sever) a Vršek (572 metrů, západ). Novou Říší protéká Vápovka, na níž se rozkládají rybník Staviště a Okrouhlík. Západní hranici území tvoří Řečice a Vodní nádrž Nová Říše, která se ovšem nenalézá na katastru Nové Říše.
Západně od městyse se nachází evropsky významná lokalita a přírodní památka Nová Říše, kde se nalézá přirozeně eutrofní vodní nádrž s výskytem zvláště chráněných druhů. Mezi památné stromy se řadí lipová alej, která se nachází kolem příjezdové komunikace a na hřbitově a čítá 42 kusů lípy srdčité a velkolisté.

## Obyvatelstvo
Podle sčítání 1930 zde žilo v 220 domech 1 066 obyvatel. 1 049 obyvatel se hlásilo k československé národnosti a 1 k německé. Žilo zde 1 055 římských katolíků, 6 evangelíků, 1 příslušník Církve československé husitské a 2 židé.
| Rok            | 1869  | 1880  | 1890  | 1900  | 1910  | 1921  | 1930  | 1950 | 1961 | 1970 | 1980 | 1991 | 2001 | 2011 | 2021 |
| -------------- | ----- | ----- | ----- | ----- | ----- | ----- | ----- | ---- | ---- | ---- | ---- | ---- | ---- | ---- | ---- |
| Počet obyvatel | 1 149 | 1 170 | 1 161 | 1 115 | 1 129 | 1 161 | 1 066 | 841  | 918  | 853  | 787  | 776  | 798  | 834  | 811  |
| Počet domů     | 163   | 183   | 176   | 178   | 187   | 204   | 220   | 239  | 228  | 226  | 218  | 275  | 282  | 300  | 307  |

## Správa a politika městyse

### Členství ve sdruženích
Nová Říše je členem mikroregionů Telčsko a Sdružení pro likvidaci komunálního odpadu Borek a místní akční skupiny Mikroregionu Telčsko.

### Zastupitelstvo a starosta
Obec má patnáctičlenné zastupitelstvo, v čele pětičlenné rady stojí starosta Jaroslav Pachr.
| Období    | Voliči | Účast v % | Mandáty | Výsledky                                                                                  | Starosta                                 |
| --------- | ------ | --------- | ------- | ----------------------------------------------------------------------------------------- | ---------------------------------------- |
| 2002–2006 | 614    | 66,29     | 15      | 8 Šance pro Novou Říši 4 KDU-ČSL 1 Sbor dobrovolných hasičů 1 ČSSD 1 Tělovýchovná jednota | Dana Čírtková                            |
| 2006–2010 | 653    | 59,57     | 15      | 6 Šance pro Novou Říši 4 KDU-ČSL 3 ČSSD 2 Sbor dobrovolných hasičů                        | Dana Čírtková                            |
| 2010–2014 | 688    | 63,52     | 15      | 6 KDU-ČSL 5 Šance pro Novou Říši 4 SDH Nová Říše                                          | Václav Křičenský (do roku 2011) Jiří Fic |
| 2014–2018 | 689    | 49,78     | 15      | 9 KDU-ČSL 6 SDH Nová Říše                                                                 | Jaroslav Pachr                           |

### Symboly městyse
Znak a vlajka byly městysi uděleny rozhodnutím předsedy Poslanecké sněmovny Parlamentu České republiky dne 14. ledna 2000. Znak: V červeném štítě zlatý pivovarský šoufek přeložený zkříženým stříbrným klíčem a mečem se zlatým jílcem a záštitou. Vlajka: List tvoří tři vodorovné pruhy, žlutý, bílý a červený, v poměru 1:1:2. Poměr šířky k délce listu je 2:3.

## Hospodářství a doprava
V obci sídlí firmy Beck Invest, s.r.o., STYL, výrobní družstvo knoflíkářů, Studená, VARIA služby s.r.o., UNIPRO s.r.o., KA-print.s.r.o., FAGRIM, s.r.o., Střechy Svoboda a syn s.r.o., LESY Sláma s.r.o., WOODCON s. r. o., KOVO-ZACH s.r.o., Dobrý důvod s.r.o., Volší s.r.o., AD Novák s.r.o., ALARM HOLDING s.r.o., INDURA s.r.o. a TELEPROG s.r.o. Funguje tu Restaurace U Lva, Penzion U Pelejových a benzínová stanice EuroOil. Ve zdravotním středisku pracuje stomatolog a gynekolog. Charitní pečovatelskou službu zajišťuje Oblastní charita Jihlava.
Obcí prochází silnice II. třídy č. 407 z Bohuslavic do Červeného Hrádku, č. 112 ze Zvolenovic do Želetavy a komunikace III. třídy č. 11271 do Krasonic. Dopravní obslužnost zajišťují dopravci ICOM transport a ČSAD Jindřichův Hradec. Autobusy jezdí ve směrech Dačice, Budeč, Želetava, Markvartice, Stará Říše, Telč, Řásná, Třebíč, Studená a Jihlava. Obcí prochází cyklistické trasy č. 5125 z Vystrčenovic do Zdeňkova a č. 5220 do Budíškovic, červeně značená turistická trasa z Telče do Krasonic a Naučná stezka Otokara Březiny.

## Školství, kultura a sport

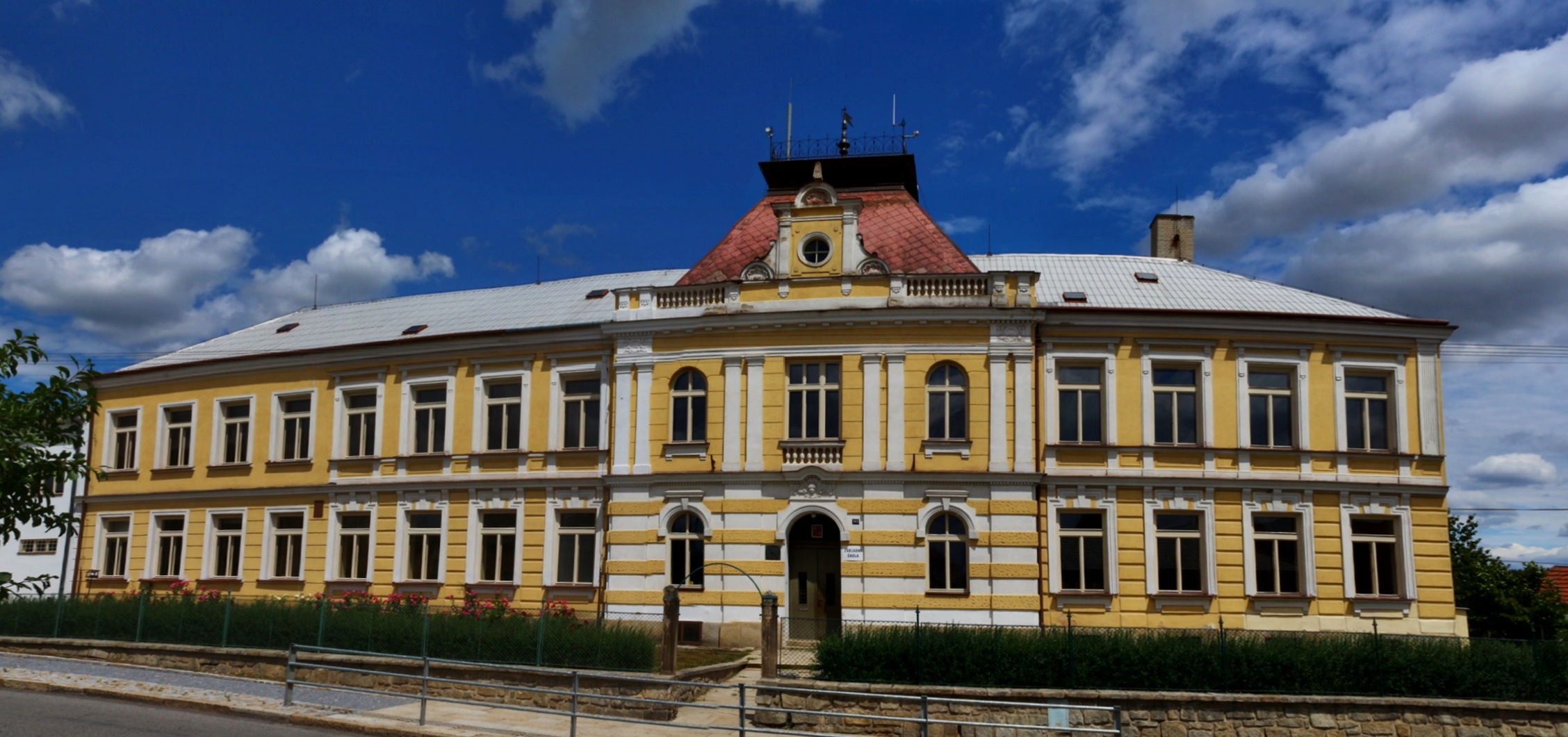
Škola

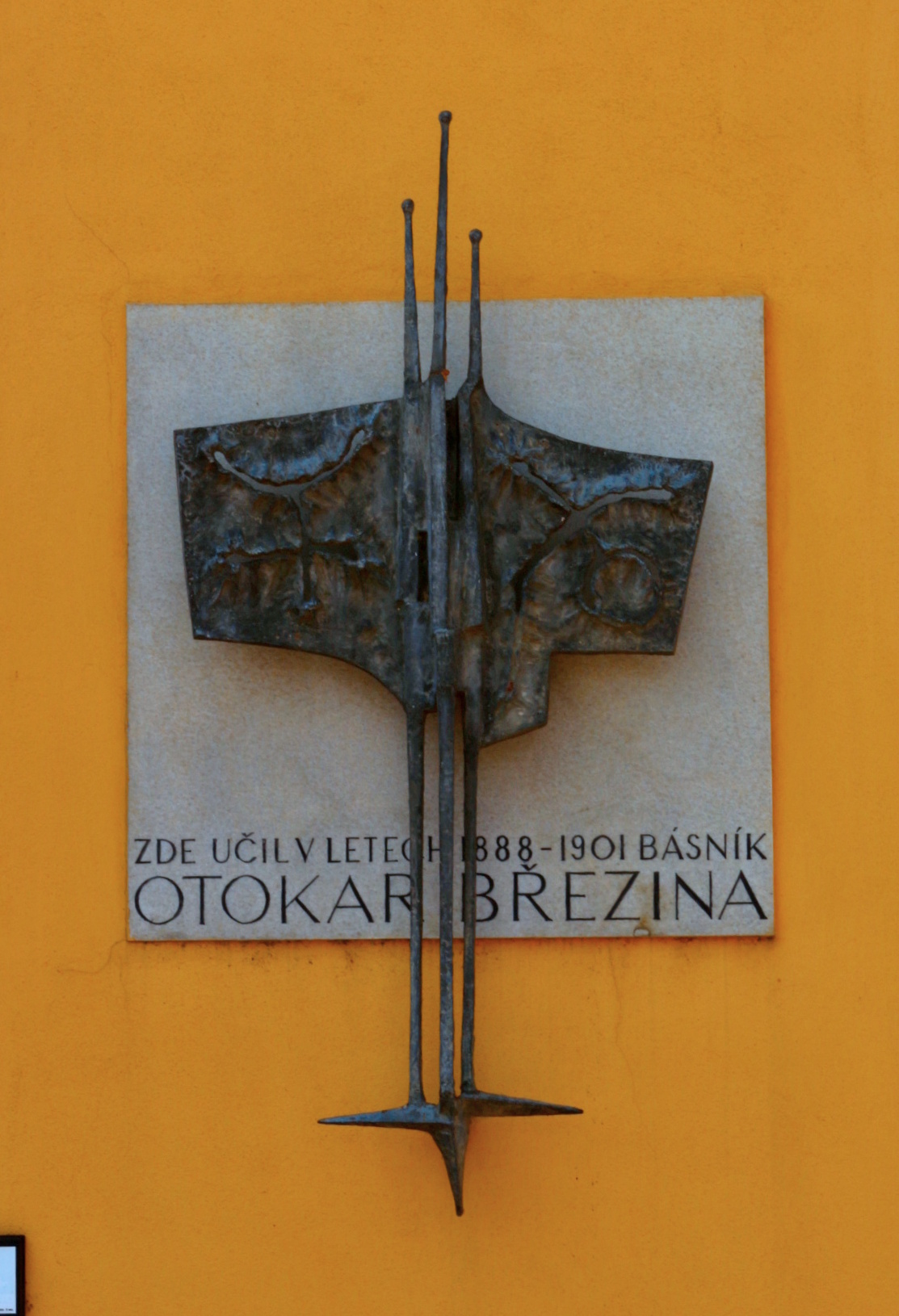
Památník Otakara Březiny

Základní škola a Mateřská škola Nová Říše je příspěvková organizace zřizovaná městysem Nová Říše. Základní školu v roce 2014/2015 navštěvovalo 153 dětí. Mateřská škola má 3 třídy pro 70 dětí. Sídlí zde knihovna. Novoříšský kulturní spolek vznikl v roce 2003. Sbor dobrovolných hasičů Nová Říše vznikl v roce 1884, v roce 2014 měl 60 členů. Dále zde působí Základní organizace Českého zahradkářského svazu Nová Říše.
Památce bratrů Vranických je věnována expozice pod názvem Síň Pavla a Antonína Vranických v areálu kláštera v Nové Říši. Se zdejším klášterem je spjata také osobnost básníka Otokara Březiny, který na zdejší škole působil jako učitel v letech 1888-1901.

## Rodáci
- Bedřich Semrád (Friedrich Ferdinand Semrad), barokní varhanář
- Pavel a Antonín Vraničtí – hudební skladatelé 18. a 19. století
- Jan Novák – hudební skladatel, žák Bohuslava Martinů
- P. Jaroslav Moštěk – katolický kněz, spisovatel, pseudonym Jaroslav Olšava
- Jan Moštěk – malíř
- Josef Marcel Sedlák – spisovatel, přítel Otokara Březiny
- Stanislav Tesař - hudebník, muzikolog a vysokoškolský učitel

## Fotogalerie

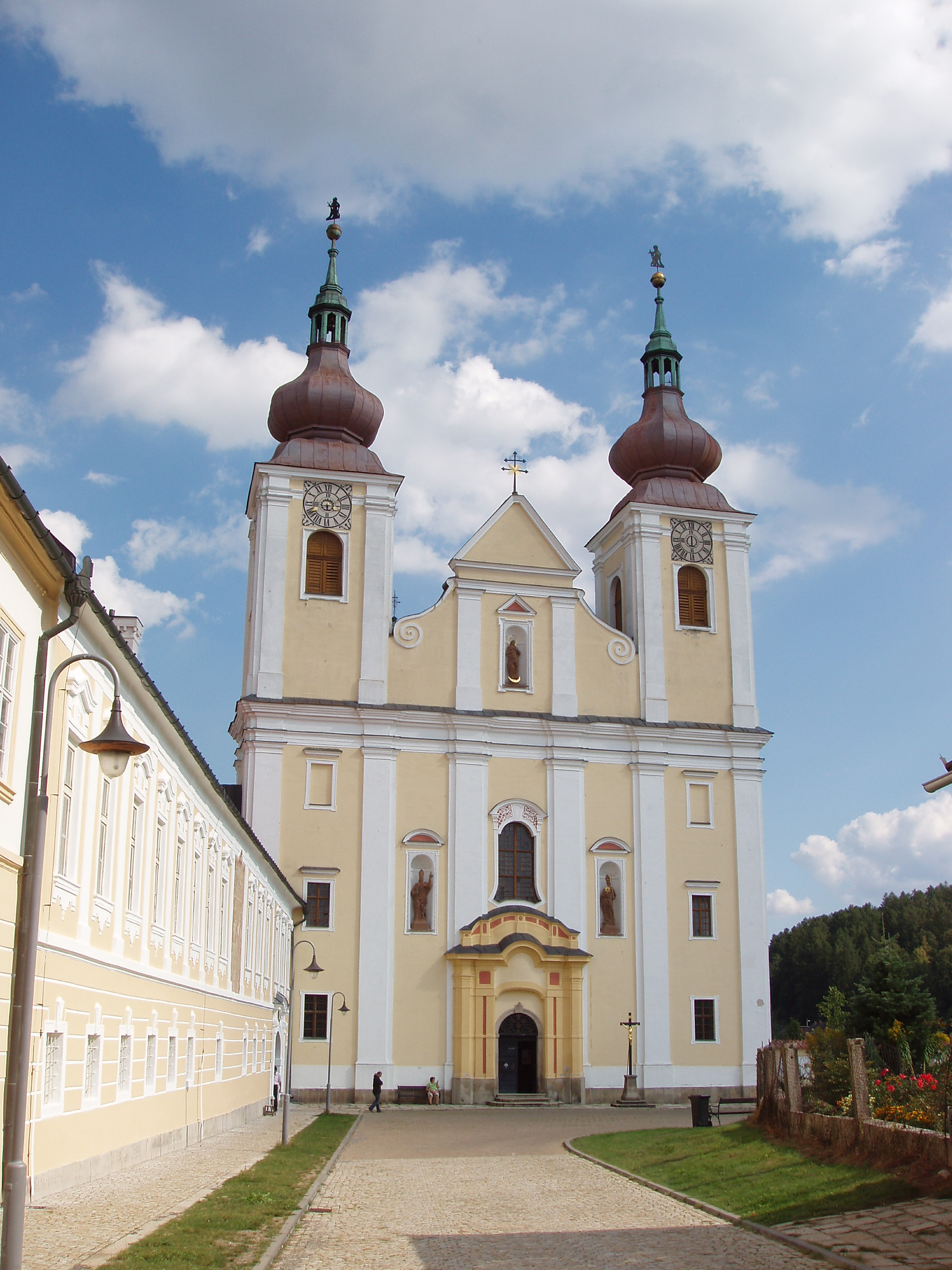
Průčelí opatského kostela svatého Petra a Pavla
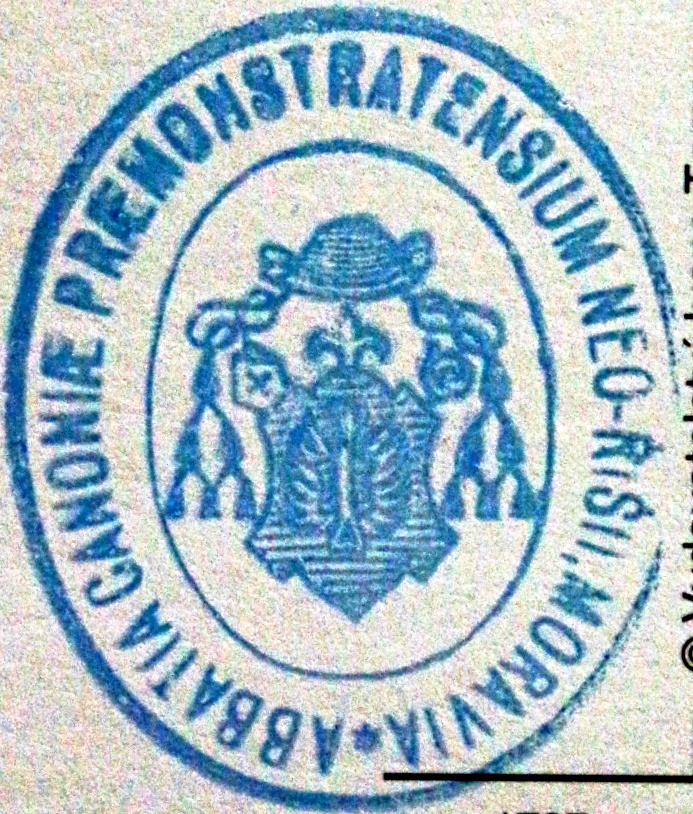
Pečeť premonstrátského opatství v Nové Říši
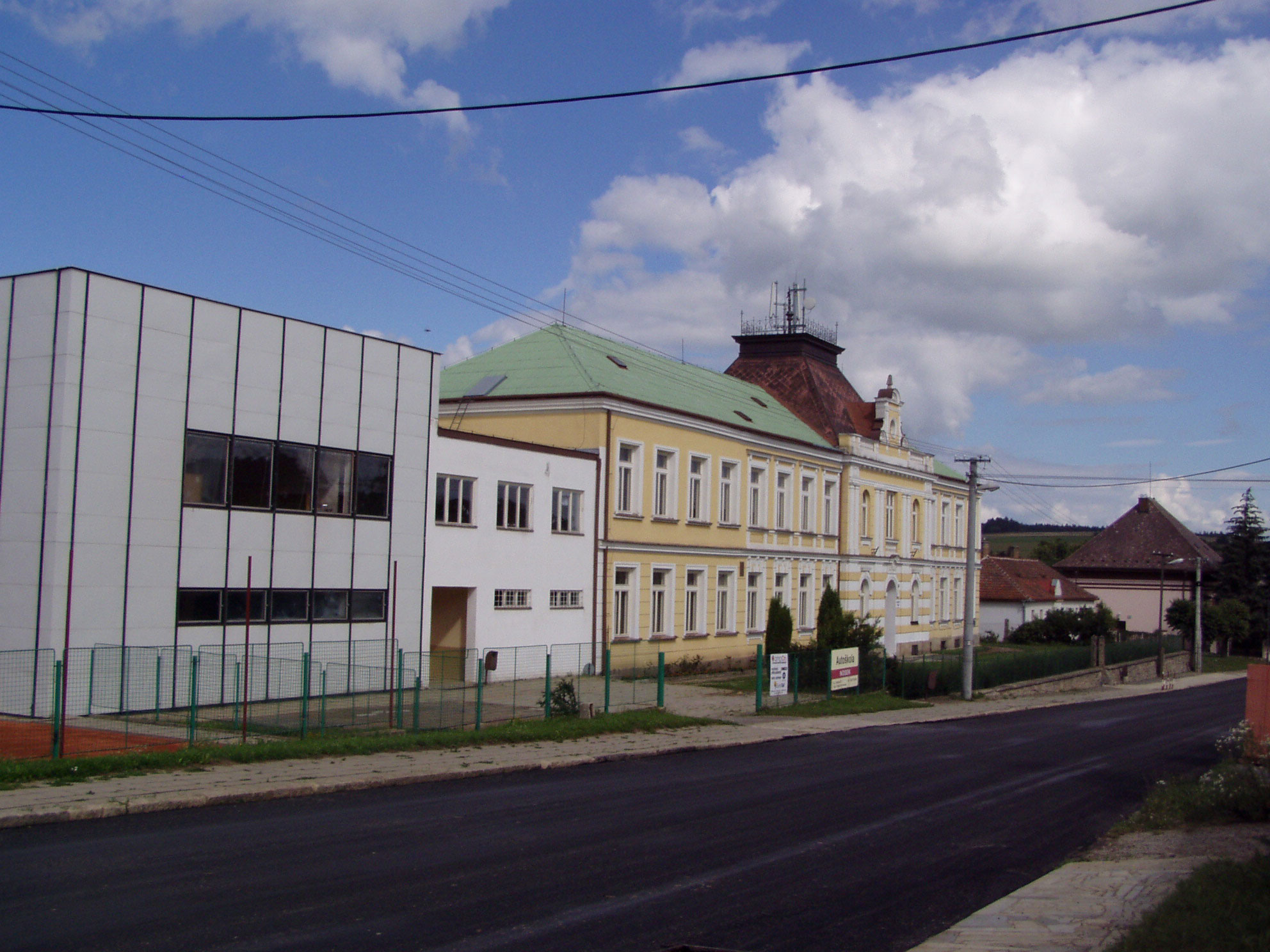
Základní škola
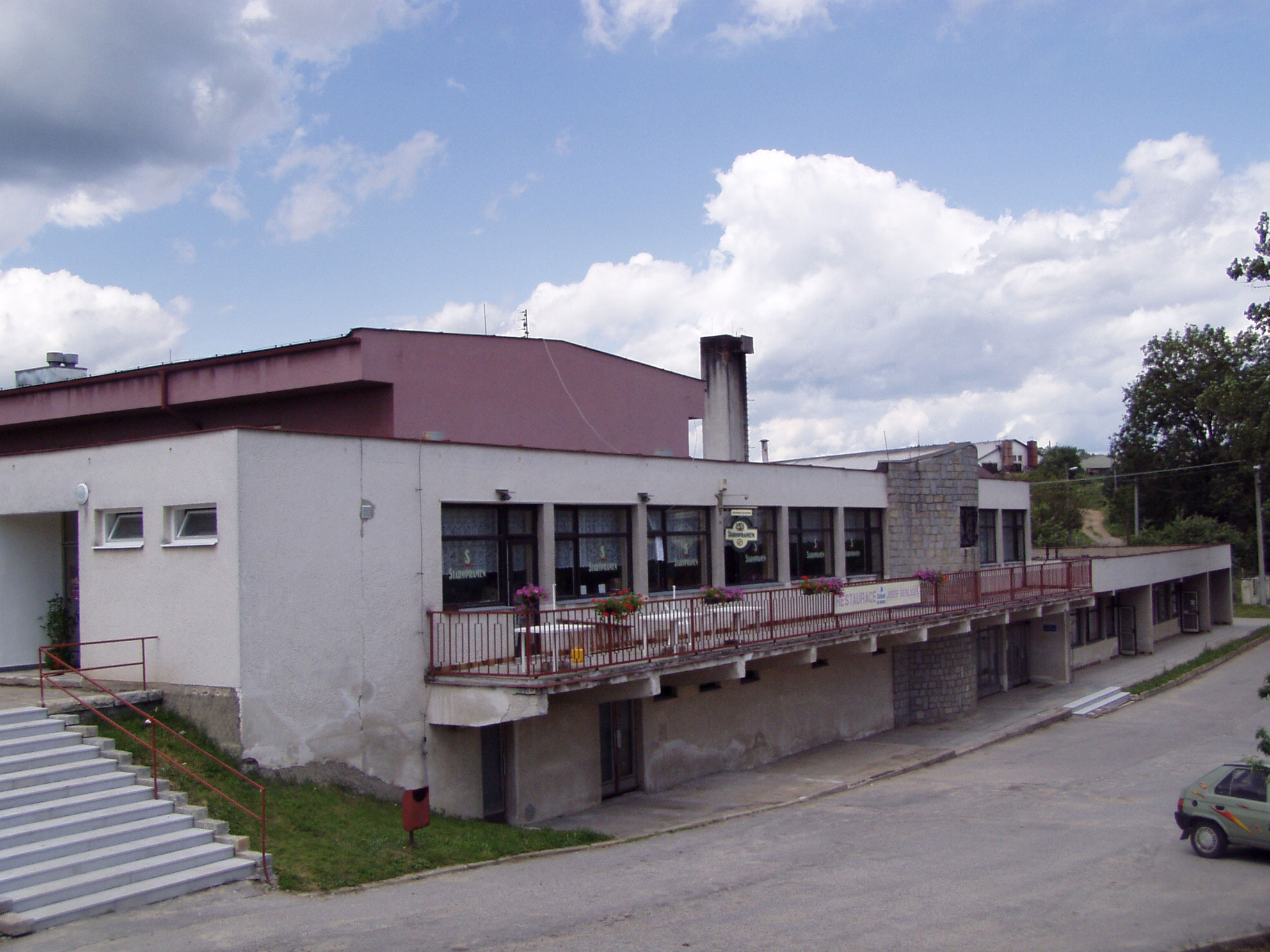
Kulturní dům
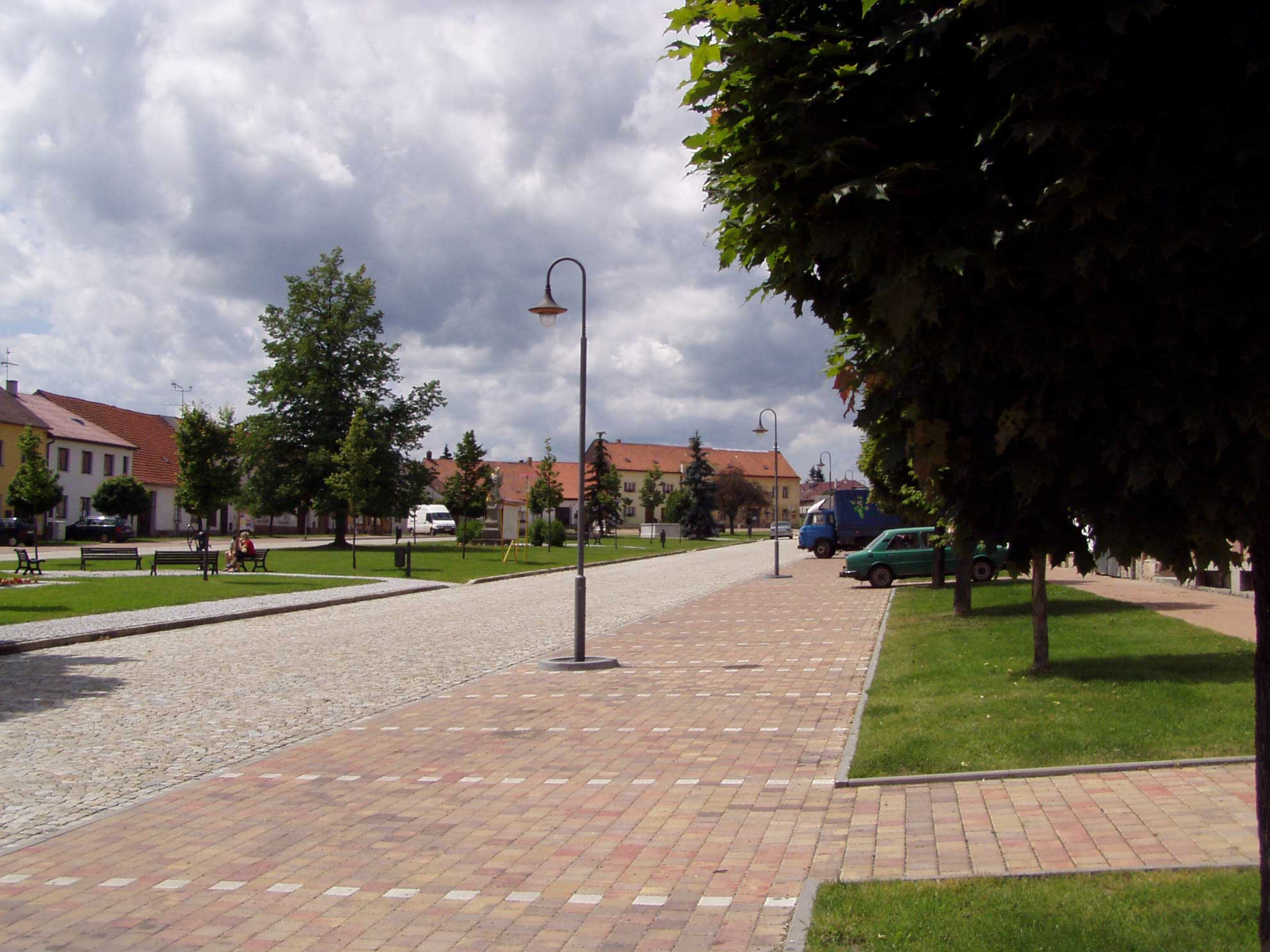
Náměstí obce
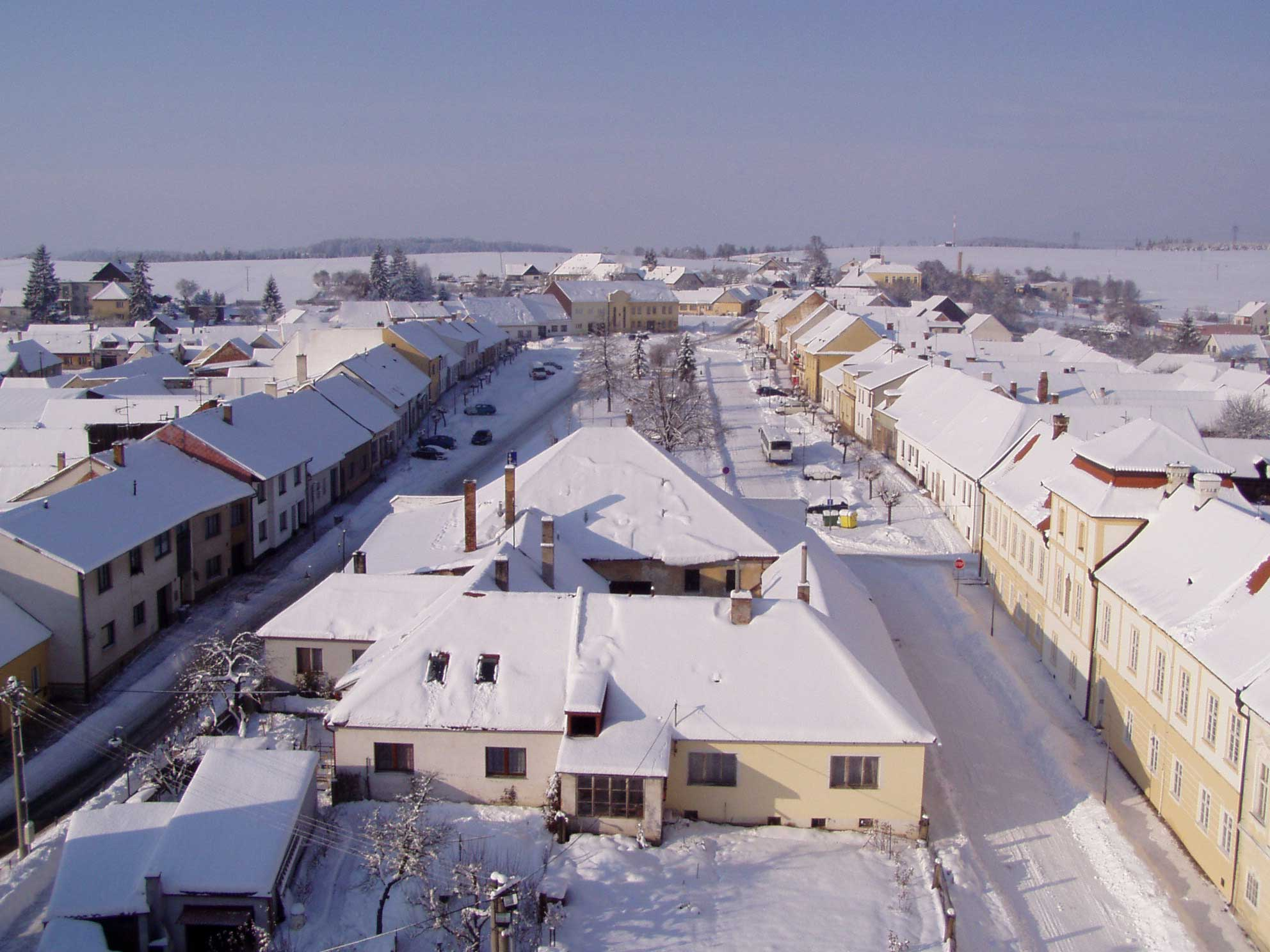
Pohled na náměstí obce z věže kostela
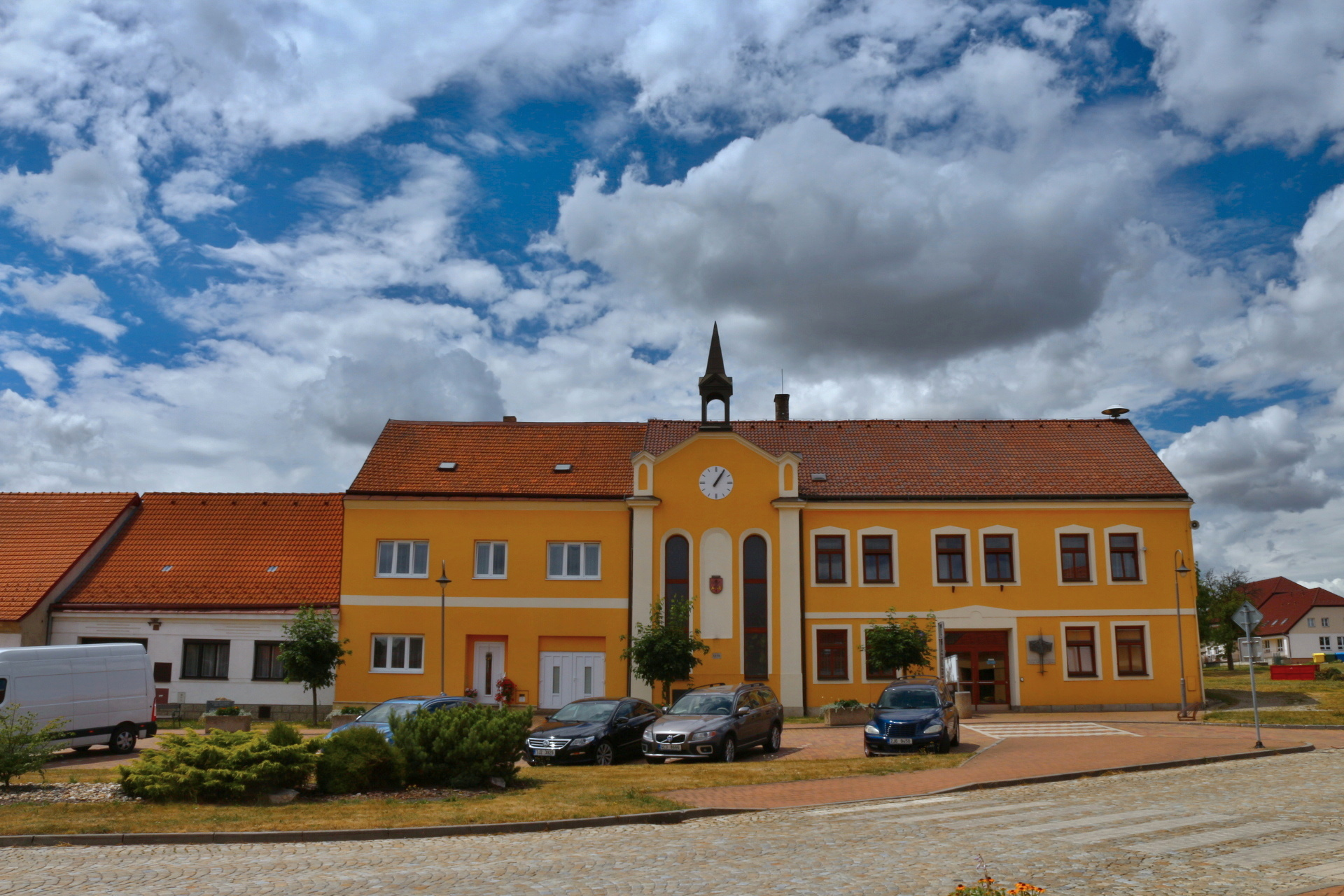
Budova obecního úřadu
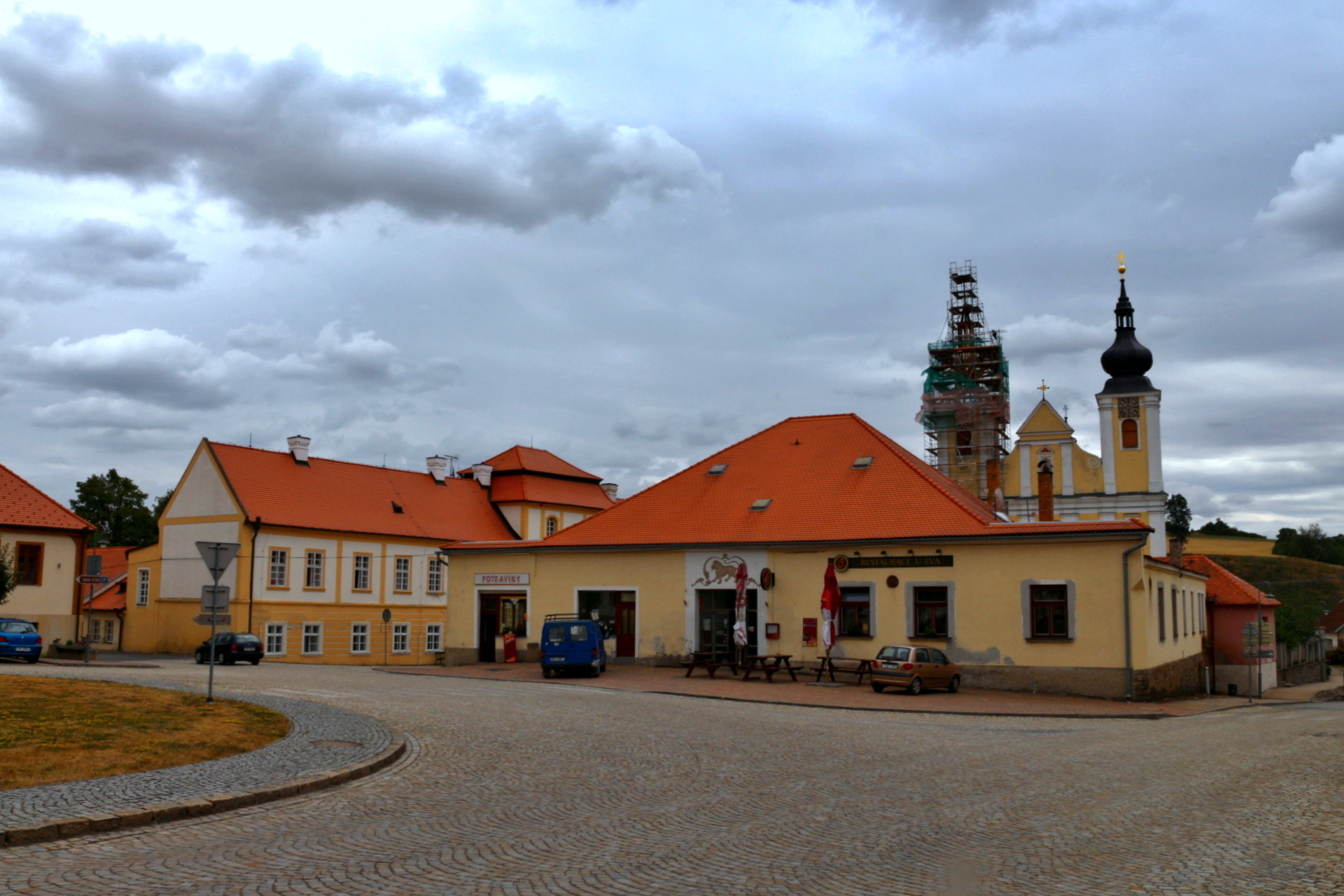
U lva